# بخش استیجاری جکسون‌ویل در فرودگاه کریگ
فرودگاه اجرایی جکسنویل در کریگ (به انگلیسی: Jacksonville Executive at Craig Airport) یک فرودگاه همگانی بهره‌برداری هوایی با کد یاتا CRG است که یک باند فرود آسفالت دارد و طول باند آن ۱۲۲۰ متر است. این فرودگاه در شهر جکسون‌ویل کشور ایالات متحده آمریکا قرار دارد و در ارتفاع ۱۲ متری از سطح دریا واقع شده‌است.